# Тихонов, Михаил Андреевич
Михаил Андреевич Тихонов (род. 17 июля 1998, Москва) — российский футболист, защитник клуба «Енисей».

## Биография
Сын футболиста и тренера Андрея Тихонова. Обучался в ДЮСШ «Химки» (до сентября 2009), центре детско-юношеского спорта города Мытищи (сентябрь 2009 — апрель 2011), академии «Спартак» имени Фёдора Черенкова (май 2011 — февраль 2015). С февраля 2015 стал обучаться в центре подготовки резерва ФК «Краснодар», в тренерском штабе которого работал отец; выступал в чемпионате Краснодарского края, в марте — мае провёл четыре матча в молодёжном первенстве РФПЛ. В дальнейшем играл за «Енисей» и «Крылья Советов», которые возглавлял отец.

## Карьера игрока

#### Клубная
Перед сезоном 2016/17 перешёл в клуб первенства ФНЛ «Енисей» Красноярск, за который дебютировал 24 августа 2016 в гостевой игре 1/32 финала Кубка России против «Динамо» Барнаул (0:3) — отыграл весь матч и отдал голевую передачу. В первенстве провёл шесть матчей, в основном выходил на замену в концовках игр; только в матче против «СКА-Хабаровск» отыграл первый тайм. В июне 2017 перешёл в другой клуб ФНЛ — «Крылья Советов» Самара. Сыграл за команду четыре игры. 16 сентября в дебютном матче против «Балтики» вышел на замену на 74-й минуте, в играх против «Химок» и «Зенита-2» выходил на последней минуте, в матче против «Луча-Энергии» был заменён на 55-й минуте. Провёл семь полных матчей за фарм-клуб в первенстве ПФЛ. По итогам сезона «Крылья Советов» вышли в премьер-лигу, где Тихонов дебютировал 11 августа в гостевом матче третьего тура против «Ростова» (1:0), выйдя на поле на 90+2-й минуте.
17 июля 2019 года подписал контракт с командой «Химки-М», выступающей в Первенстве ПФЛ. В сезоне 2020/21 сыграл в 5 матчах премьер-лиги за основную команду «Химок».
20 августа 2021 года перешёл в «СКА-Хабаровск», подписав контракт на один год.
28 июня 2022 года перешёл в «Родину», во второй части сезона 2022/23 играл на правах аренды за «Чайку».
В январе 2024 года подписал контракт с клубом «Пари НН», однако за основную команду так и не сыграл.
В июле 2024 года перешёл в «Енисей»

#### В сборной
В составе сборной России под руководством Алексея Шерстнёва занял шестое место на Универсиаде 2017 в Тайбэе.